# Luana Calore
Luana Calore (geb. 1986) ist eine ehemalige Schweizer Schwimmerin. Sie konnte sich in ihrer Aktivkarriere insgesamt 22 Schweizermeistertitel (6 davon als Teil einer Staffel) sichern und nahm dreimal an Kurzbahneuropameisterschaften teil. Von 2003 bis 2007 hielt sie den Schweizer Rekord in 100 m Lagen.

## Biografie
Calore wurde als Tochter einer brasilianischen Mutter und eines Schweizer Vaters geboren.
Ihre erste Medaille gewann sie noch 2001, als sie bei den Schweizer Meisterschaften mit dem SC Uster Wallisellen über 4 × 100 Meter Lagen gewann und sich für die Junioren-EM qualifizieren konnte. An den Staffelmeisterschaften in Baar im gleichen Jahr war sie Teil von zwei der fünf Staffeln (4 × 100 m Rücken sowie 4 × 50 m Crawl), die für Uster neue Schweizer Rekorde holten.
An den Hallenmeisterschaften 2002 in Genf konnte sie zudem mit Bronze über 50 m Brust ihre erste Einzelmedaille holen, sowie mit Uster Gold bei der 4 × 100-m-Crawl-Staffel. Danach wechselte sie zusammen mit ihrem Trainer Andrei Ichoutov, einem ehemaligen Schwimmer im sowjetischen Nationalkader, zum SC Winterthur, nachdem dieser in Uster entlassen wurde.
Im nächsten Jahr konnte sie an den Schweizer Meisterschaften in Zürich-Oerlikon neben zwei Bronzemedaillen mit 17 in 50 Meter Delphin ihren ersten, persönlichen Schweizermeistertitel holen. Einen Monat vor den Schweizer Meisterschaften unterbot sie mit bald 17 Jahren in Esjberg (Dänemark) erstmals die EM-Limite über 400 m Lagen. Richtig abräumen konnte sie dann jedoch bei den Schweizer Meisterschaften im Juli dasselben Jahres. In Abwesenheit der Schweizer WM-Teilnehmer räumte Calore in Genf mit zahlreichen persönlichen Bestleistungen insgesamt sechs Gold- und zwei Silbermedaillen ab, verteilt über alle Längen und Stile. An den Kurzbahnmeisterschaften im November gewann sie Gold über 100 und 200 m Lagen und schwamm dabei über 100 m Lagen mit 1:03.80 einen neuen Schweizer Rekord. An der Kurzbahn-EM in Dublin konnte sie über 100, 200 sowie 400 m Lagen starten, ihre beste Platzierung war ein 17. Platz über 100 Lagen.
An den Schweizermeisterschaften 2004 in Genf konnte sie über 200 m Lagen nochmals einen Meistertitel holen. An der Kurzbahn-Schweizermeisterschaft im November des gleichen Jahres konnte sie in fünfmal Gold holen, und verbesserte auch nochmals ihren Rekord über 100 m Lagen auf 1:03.75. An der Kurzbahn-EM startete sie wiederum in 100 sowie 200 Lagen sowie in 50 m Schmetterling, wobei sie wiederum über 100 Meter Lagen mit einem 21. Platz ihre beste Klassierung hatte. Ausserdem war sie Teil der 4 × 50-m-Lagenstaffel, die als 9. zwar ebenfalls in den Vorläufen ausschied, jedoch einen neuen Schweizer Rekord erreichte.
2005 konnte sie an den Schweizermeisterschaften keine persönliche Goldmedaille mehr holen, einzig bei 50 m Rücken erreichte sie mit Silber noch eine Podestplatzierung. Ausserdem gewann sie mit der 4 × 100-m Lagenstaffel des SC Winterthur Gold. Eine Woche danach war Calora zusammen mit Foursova, Wagner und van Berkel Teil der 4 × 100-m-Schmetterlingstaffel, die am Internationalen Eulachmeeting in Winterthur mit 4:21,59 einen neuen Schweizerrekord auf der Langbahn aufstellte, der bis heute gültig ist (Stand: Februar 2022). An der Kurzbahn-EM in Lausanne siegte sie über 50 m Schmetterling sowie 100 m Lagen. Für die Kurzbahn-EM 2005 in Triest konnte sie sich über 100 m Lagen qualifizieren und erreichte dort den 24. Platz.
Im Jahr 2006 erreichte sie an den Schweizermeisterschaften über 4 × 100 m Lagen zusammen mit dem SC Winterthur noch Bronze, setzte aber mit dem Training zwischen Mai und Juli während dreier Monate aus. An der Kurzbahn-SM in Savosa reichte es wiederum dreimal für Bronze sowie für Gold in der 4 × 50-m-Lagenstaffel.
2007 gewinnt sie an den Schweizermeisterschaften ein letztes Mal zusammen mit dem SC Winterthur über 4 × 100 m Lagen eine Silbermedaille. Im Sommer beendet Carole mit bereits 21 Jahren ihre Aktivkarriere.